# برنيس ساندلر
برنيس ريسنيك ساندلر (3 مارس 1928-5 يناير 2019) كانت ناشطة أمريكية في مجال حقوق المرأة ولدت في نيويورك. اشتهرت ساندلر بكونها فعالة في إنشاء قانون IX، وهو جزء من تعديلات التعليم لعام 1972، بالاشتراك مع النائبين إديث جرين وباتسي مينك والسيناتور بيرش بايه في السبعينيات. وقد أطلق عليها نيويورك تايمز لقب «عرابة الباب التاسع».
كتبت على نطاق واسع عن التحرش الجنسي والتحرش من الأقران تجاه النساء في الحرم الجامعي، وصاغت مصطلحات «الاغتصاب الجماعي» و«مناخ الحرم الجامعي البارد».
حصلت على العديد من الجوائز والأوسمة لعملها في مجال حقوق المرأة وتم إدخالها إلى قاعة مشاهير نساء ماريلاند في عام 2010، وقاعة مشاهير المرأة الوطنية في عام 2013. بعض أوراقها محفوظة حاليًا في مكتبة آرثر وإليزابيث شليزنجر حول تاريخ المرأة في أمريكا، في معهد رادكليف، جامعة هارفارد.

## النشأة والشخصية
ولدت برنيس ريسنيك ابنة لابراهام هيمان وآيفي (إرنست) ريسنيك في 3 مارس 1928 في مدينة نيويورك. الابنة الثانية لمهاجرين يهود من روسيا وألمانيا، قضت ساندلر طفولتها تعيش في بروكلين، نيويورك. كان من المفترض أن يسميها والديها بيريل، لكن خطأ الطبيب أدى إلى كتابة برنيس في شهادة ميلادها بدلاً من ذلك. اللقب «الأرنب» مشتق من الترجمة اليديشية لبرنيس، بونيا.
في عام 1952، تزوج ريسنيك من جيرولد ساندلر وأنجب منها طفلان، ديبوراه جو في عام 1954 وإميلي مود في عام 1956. انفصلا فيما بعد في عام 1978.